# Гематокрит

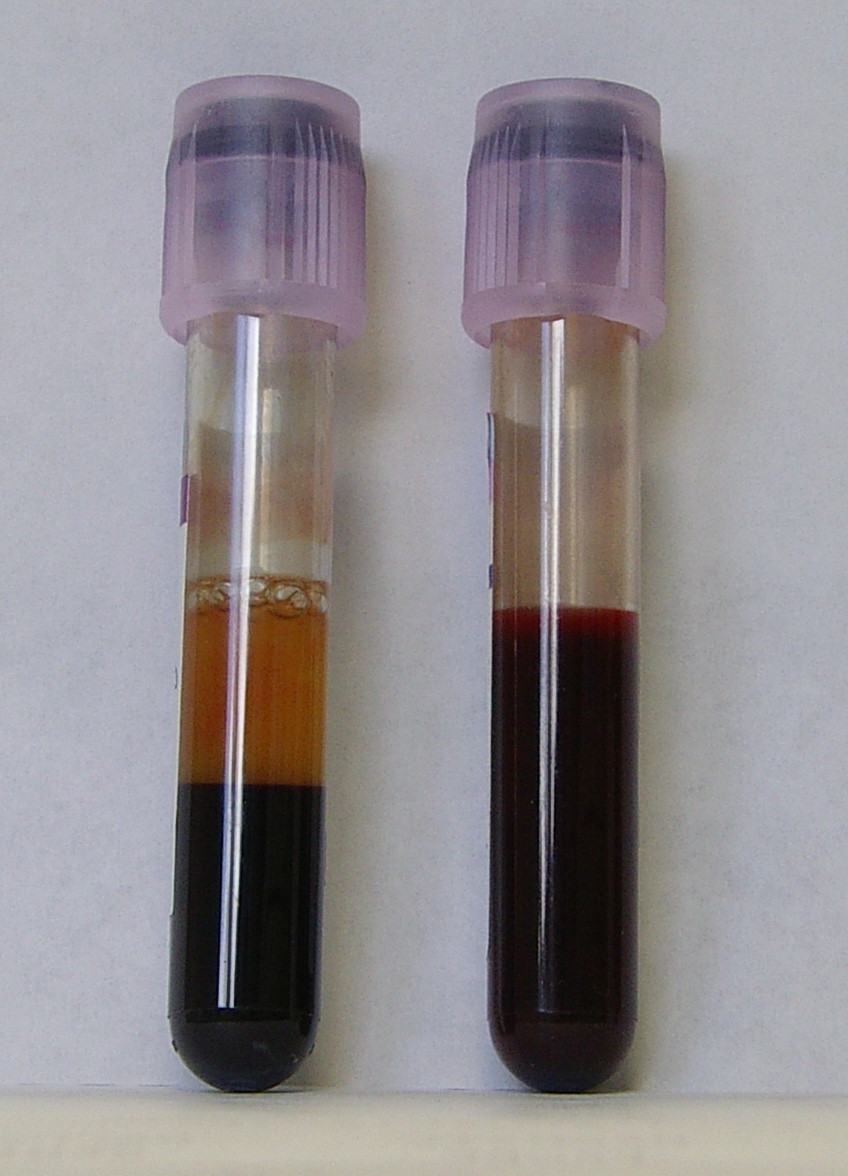
Зліва кров відстоялася і відбувся розподіл на плазму та формені елементи, справа — свіжонабрана кров.

Гематокри́т (гематокри́тна величина́, гематокри́тне число́) — відношення об'єму еритроцитів до об'єму крові. Зрідка гематокрит визначається як відношення сумарного обсягу усіх формених складників крові (еритроцити, лейкоцити, тромбоцити) до загального обсягу крові. Різниця в цьому визначенні невелика, оскільки 99 % загального об'єму формених елементів крові складають саме еритроцити.
Гематокрит (Ht) визначають у відсотках, щодо загального об'єму крові (тоді його позначають «%»), або в літрах на літр (л/л) — тоді його позначають десятковим дробом (з точністю до сотих), що відповідає частці еритроцитів в 1 літрі крові (450 мл клітин в 1 літрі крові = 0,45 л/л = 45 %).
Також гематокритом називають прилад, за допомогою якого визначають гематокритне число.

## Фізіологічні показники
У нормі гематокритне число:
- у чоловіків дорівнює 0,40—0,48
- в жінок — 0,32—0,42.[5]

Складові крові

У новонароджених гематокрит приблизно на 20 % вищий, а у маленьких дітей — приблизно на 10 % нижчий, ніж у дорослих.[джерело?]
У 1-й день після народження гематокритне число вище, ніж у дорослих і становить 54 %.
На 5-8 добу в новонародженого гематокритне число становить 50-52 %, до завершення 1-го місяця — 42 %. У дитини віком 1 рік гематокритне число дорівнює 35 %, у 5 років — 37 %, в 11-15 років — 39 %.
Під час завершення статевого дозрівання гематокритне число
досягає показника дорослих.
Гематокрит нижчий у периферійній (капілярній) крові порівняно з «центральною».

## Визначення
Визначення гематокриту проводять за допомогою спеціальної скляної градуйованої трубочки — гематокриту, яку заповнюють кров'ю і центрифугують. Після чого вимірюють, яку її частину обіймають еритроцити. На сьогоднішній день все частіше використовують визначення гематокритного числа в напівавтоматичних або автоматичних аналізаторах.